# Ким Чембърс
Ким Чембърс (на английски: Kim Chambers) е артистичен псевдоним на американската порнографска актриса Кимбърли Шефър (Kimberly Schafer), родена на 11 януари 1974 г. в град Фулъртън, щата Калифорния, САЩ.

## Награди
- 1995: XRCO награда за най-добра сцена с анален секс.[3]
- 2002: AVN награда за най-добра сцена със соло секс – „Edge Play“.[4]